# Padang Cekur
Padang Cekur is een bestuurslaag in het regentschap Seluma van de provincie Bengkulu, Indonesië. Padang Cekur telt 806 inwoners (volkstelling 2010).